# رينجيت
 (الرينجيت)  هو رياضة جماعية شتوية تلعب على ملعب جليدي باستخدام أحذية تزلج خاصة بهوكي الجليد وعصي مستقيمة ذات اطراف سحب، وحلقة زرقاء مطاطية هوائية مصممة للاستخدام على الأسطح الجليدية.  في حين أن الرياضة اُبتكرت حصرياً للمنافسات الإناث ، لكنها توسعت الآن لتشمل المشاركين من جميع الهويات الجنسية.  على الرغم من أن الرينجيت تبدو شبيهة بهوكي الجليد وتُلعب على ملعب الهوكي الجليدي، إلا أن هذه الرياضة لها خطوطها وعلاماتها الخاصة، ويشبه لعبها الهجومي والدفاعي إلى حد كبير رياضة اللكروس أو كرة السلة. 
اُبتكرت ياضة الرينجيت في كندا عام 1963 على يد سام جاكس من نورث باي، أونتاريو، وريد مكارثي من إسبانولا، أونتاريو. ومنذ ذلك الحين، اكتسبت الرياضة شعبية متزايدة، حيث بلغ عدد المشاركين فيها في كندا وحدها عام 2018 أكثر من 50,000 فرد، بما في ذلك المدربون، والحكام، والمتطوعون، وأكثر من 30,000 لاعب.  وقد استمرت الرياضة في النمو والانتشار إلى دول أخرى، بما في ذلك الإمارات العربية المتحدة.  هناك أيضًا نوعان مختلفان من الرينجيت يمارسان على الأرض: رينجيت التزلج، ورينجيت الصالات الرياضية. 
تشتهر رينجيت بشكل خاص في كندا وفنلندا حيث أصبحت من الأنشطة الوطنية البارزة في كلا البلدين. وتعد بطولة العالم للرينجيت (WRC)، التي ينظمها الاتحاد الدولي للرينجيت (IRF)، المنافسة الدولية الأهم في هذه الرياضة. على المستوى الدولي، أثبتت الفرق الكندية والفنلندية أنها الأكثر نجاحًا، إذ تتصدر التصنيفات بانتظام. تُمارس هذه الرياضة أيضًا في عدة دول أخرى، من بينها السويد، والولايات المتحدة، وجمهورية التشيك، وسلوفاكيا، وجميعها تمتلك فرقًا وطنية للرينجيت، رغم أن سلوفاكيا لم تشارك في البطولة العالمية منذ نسخة عام 2016. ومن بين المنظمات الوطنية المعنية بالرياضة: رينجيت كندا، ورينجيت فنلندا، ورابطة رينجيت السويدية، ورينجيت الولايات المتحدة، ورابطة رينجيت التشيكية، ورابطة رينجيت السلوفاكية.
تُمارَس رياضة الرينجيت أيضًا على المستوى شبه الاحترافي في كندا من خلال الدوري الوطني للرينجيت (National Ringette League)، وفي فنلندا عبر بطولة SM-Ringette، وفي السويد من خلال Ringette Dam-SM، بالإضافة إلى كونها رياضة تنافسية على مستوى الجامعات والكليات. في كندا، تعد الرينجيت جزءًا من برنامج دورة الألعاب الشتوية الكندية، كما تُقام سنويًا بطولة كندا للرينجيت، التي تُعتبر أبرز مسابقة للمنافسين الهواة النخبة في البلاد. أما على الصعيد الدولي، فقد أُقيمت أول بطولة دولية لهذه الرياضة في فنلندا عام 1986.

## طريقة اللعب
يتنافس فريقان ضد بعضهما البعض على حلبة جليدية أثناء ارتدائهم أحذية هوكي الجليد واستخدامهم لمعدات خاصة برياضة الرينجيت. الهدف من اللعبة هو تسجيل عدد أكبر من الأهداف مقارنة بالفريق المنافس، وذلك عبر تسديد حلقة زرقاء مجوفة ومطاطية داخل شبكة مرمى الخصم. يستخدم اللاعبون عصا طويلة مستقيمة ذات طرف مدبب ونهاية سحب للتحكم في الحلقة. وتقوم رينجيت كندا بإعداد "القواعد الرسمية ودليل حالات الرينجيت"، والذي يحتوي على النماذج والقوانين والرموز المستخدمة في هذه الرياضة على مستوى كندا. 
لا يُسمح بالاحتكاك الجسدي المتعمد في لعبة الرينجيت، على الرغم من أن الاحتكاك العرضي قد يحدث. يُعاقب على العرقلة الجسدية ودفع اللاعبين نحو الالواح (Boarding)، كما أن الاشتباك بالأيدي محظور تمامًا وفقًا لسياسة عدم التسامح مطلقًا. النوع الوحيد المسموح به من التدخلات هو التدخل بالعصا (Stick Check)، والذي يتم عبر تحريك العصا بحركة تصاعدية لإبعاد الحلقة عن حاملها، أو برفع عصا حامل الحلقة أو ضربها، متبوعًا فورًا بمحاولة الاستحواذ على الحلقة. لا يجوز رفع العصا فوق مستوى الكتف، ويُعاقب اللاعبون على اللعب بعصا مرتفعة (High-Sticking).   
في الرينجيت، تنقسم الفرق أثناء اللعب إلى وحدتين من ستة لاعبين: لاعب ارتكاز واحد، ومهاجمان، ومدافعان، وحارس مرمى واحد. يتخذ اللاعبون تشكيلات وأدوارًا محددة عند الدفاع أو الهجوم. الهدف من اللعبة هو تسجيل أهداف أكثر من الفريق المنافس عن طريق إطلاق الحلقة في مرمى الفريق المنافس. شبكات المرمى المستخدمة في الرينجيت مطابقة لتلك المستخدمة في هوكي الجليد (6 × 4 أقدام [1.8 م × 1.2 م]). حراس مرمى الرينجيت هم اللاعبون الوحيدون المسموح لهم بلعب الحلقة بأيديهم ولكن يجب عليهم القيام بذلك من داخل منطقة المرمى الخاصة بهم والتي يمكنهم فقط دخولها. بعد صد تسديدة على المرمى أو تلقي تمريرة، لديهم خمس ثوان لرمي أو دفع أو تمرير الحلقة إلى لاعب آخر.
بالمقارنة مع هوكي الجليد، تختلف قواعد الرينجيت بعدة طرق. لا يوجد تسلل أو تجليد. تُمارس ألعاب الرينجيت عادةً على أسطح جليدية تستخدم للعب هوكي الجليد ولكنها تستخدم خطوطًا وعلامات مختلفة؛ يتم تزويد حلبة الرينجيت بخطوط وعلامات خاصة بالرينجيت بدلاً من ذلك. لا تُستخدم علامات حلبة هوكي الجليد مثل علامات التظليل ونقاط المواجهة في الرينجيت. بالإضافة إلى ذلك، تستخدم حلبة الرينجيت خطوطًا وعلامات إضافية مثل "خط اللعب الحر" أو ما يُعرف بـ "خط المنطقة الممتدة".
عند محاولة الاستحواذ على الحلقة، تحظر قاعدة الخط الأزرق في الرينجيت على اللاعبين حمل الحلقة فوق أي من الخطوط الزرقاء التي تقسم سطح الجليد، وبالتالي يُطلب من اللاعبين تمرير الحلقة فوق كل خط إلى زميل آخر في الفريق لتقدم اللعب. بالإضافة إلى ذلك، يُسمح لحارس المرمى فقط بدخول منطقة المرمى، وقبل كل لعبة يتم أخذ تمريرة حرة لا يُسمح فيها لأي شخص باستثناء اللاعب الذي يقوم بالتمريرة الحرة داخل دائرة التمريرة الحرة. بمجرد أخذ التمريرة الحرة وخروج الحلقة تمامًا من الدائرة، يُسمح للاعبين الآخرين بدخول المنطقة مرة أخرى.
ترفيهيًا، يتم لعب الرينجيت على فترتين مدة كل منهما 24 دقيقة. في المستويات العليا للرياضة، وتحديداً دوري الرينجيت الوطني وبطولات العالم للرينجيت، تنقسم اللعبة إلى أربعة أرباع، مدة كل ربع 13 دقيقة. يتم استخدام مؤقت تسديد مدته 30 ثانية لمنع اللاعبين من استهلاك الوقت وتحسين تدفق اللعبة وزيادة سرعة اللعب. تم تقديم القاعدة لأول مرة في كندا في عام 2002 ودخلت حيز التنفيذ للفئات العمرية التي كانت تُعرف سابقًا باسم أقسام الناشئين، المراهقات، والمفتوحة. يتم الآن استخدام مؤقت التسديد لمدة 30 ثانية بشكل عالمي تقريبًا في جميع الفئات العمرية وكذلك على المستوى الدولي (بما في ذلك بطولة العالم للرينجيت) باستثناء اللاعبين الصغار جدًا وبعض الأقسام الأدنى. إذا توقف مؤقت التسديد أثناء اللعب، يحصل حارس المرمى على الحلقة.
تستخدم حلبة الرينجيت خمس دوائر تمرير حرة، لكل منها خط فاصل. تبدأ بداية كل ربع بتمريرة حرة من دائرة التمرير الحرة في منتصف الجليد. خلال بقية المباراة، تُستخدم دوائر التمرير الحرة لإعادة تشغيل اللعبة بعد هدف أو انتهاك. في مثل هذه الأوقات، لا يجوز للاعبين دخول الدائرة ما لم يكونوا اللاعب الذي يقوم بالتمرير الحر. إذا كان اللاعب يقوم بتمرير حر، فلديه خمس ثوانٍ بعد إطلاق الصافرة إما لتمرير الحلقة إلى زميل آخر في الفريق أو لتسديدة على مرمى الفريق المنافس، ولكن يجب ألا يخرج من الدائرة أو يعبر الخط المنصف قبل القيام بذلك.

## حلبة الرينجيت
تقام مباريات الرينجيت على حلبات جليدية سواء في الداخل أو في الهواء الطلق. منطقة اللعب والحجم والخطوط والعلامات لحلبة الرينجيت الكندية القياسية مماثلة لحلبة هوكي الجليد الكندية العادية التي تبلغ مساحتها 85 × 200 قدم (26 م × 61 م) مع بعض التعديلات. يوجد استثناء لحلبات هوكي الجليد الأوروبية التي قد تكون أكبر قليلاً في الحجم. تستخدم حلبة الرينجيت معظم (ولكن ليس كل) علامات هوكي الجليد القياسية التي تستخدمها هوكي كندا ولكن مع علامات إضافية: خمس دوائر تمرير حرة (لكل منها خط منصف) مع اثنتين في كل منطقة نهاية وواحدة في منتصف الجليد، وأربع نقاط تمرير حرة في كل من المناطق النهائية، ونقطتان للتمرير الحر في المنطقة الوسطى، وخط يحدد منطقة تجعد هدف أكبر على شكل نصف دائرة. هناك حاجة أيضًا إلى خطين إضافيين للعب الحر (يُعرفان أيضًا باسم "خط الرينجيت" أو "خط المنطقة الممتدة")، أحدهما في كل منطقة نهاية.

## المعدات
تستخدم الرينجيت حلقة مطاطية زرقاء هوائية مصممة للعب على سطح جليدي. يبلغ قطر الحلقة الرسمية 16.5 سم.
تتميز حلقات الرينجيت بثلاثة تصميمات: حلقة الجليد الرسمية المصممة للاستخدام على الجليد، وحلقة التدريب، المصممة أيضًا للاستخدام على الجليد والمعروفة باسم "حلقة توربو"، وحلقة الصالات الرياضية، المصممة للاستخدام على الأرضيات الجافة لرياضة الرينجيت في الصالات الرياضية.
الحلقة المستخدمة في اللعب على الجليد هي حلقة زرقاء مصنوعة من المطاط الهوائي (توروس)، وهي حلقة مجوفة. أما حلقة الرينجيت المستخدمة في الصالات الرياضية فهي حلقة برتقالية مصنوعة من مادة إسفنجية وغير مجوفة، بخلاف الحلقة المستخدمة على الجليد. أما حلقة التدريب (المعروفة أيضًا باسم "حلقة التربو") فهي ليست توروسًا، بل قرص مفتوح صغير (تورود) يُستخدم على الجليد لمساعدة لاعبي الرينجيت على تطوير مهارات استقبال التمريرات. عادة ما تكون الحلقة التربو إما برتقالية أو زرقاء. صُممت حلقة التربو لأول مرة في كندا عام 1997، وهي آمنة للاستخدام عند التسديد نحو الحراس، ولا تنكسر، وتنزلق مثل الحلقة الرسمية المستخدمة على الجليد لكنها أصغر بحجم نصف. لا تجمع حلقات التدريب الثلج وتتوفر بألوان عالية الوضوح لسهولة الرؤية.
المعدات التي يرتديها اللاعبون مشابهة لتلك التي يستخدمها لاعبو هوكي الجليد ولكنها تنطوي على بعض الاختلافات. تشمل المعدات المطلوبة للاعبي الرينجيت ما يلي:
- عصا الرينجيت (أو عصا المرمى لحراس المرمى)
- زلاجات هوكي الجليد (أو زلاجات حارس مرمى هوكي الجليد لحراس المرمى)
- واقيات الساق (أو وسادات حارس المرمى)
- مئزر واقي (أو سروال هوكي قصير لحراس المرمى)
- واقي الحوض (واقي رياضي)
- بنطلون رينجيت بطول الكاحل
- قفازات رينجيت أو هوكي الجليد
- واقيات الكوع
- قميص الفريق
- خوذة مع قناع وجه للرينجيت (يجب أن تفي بلوائح محددة)
- واقي الرقبة (يجب أن يفي بلوائح محددة)
- واقيات الكتف - إلزامية لمعظم اللاعبين حتى مستوى الناشئين (14-15)، ثم يمكن للاعبين أن يقرروا ما إذا كانوا يرغبون في ارتدائها أم لا.

#### حراس المرمى

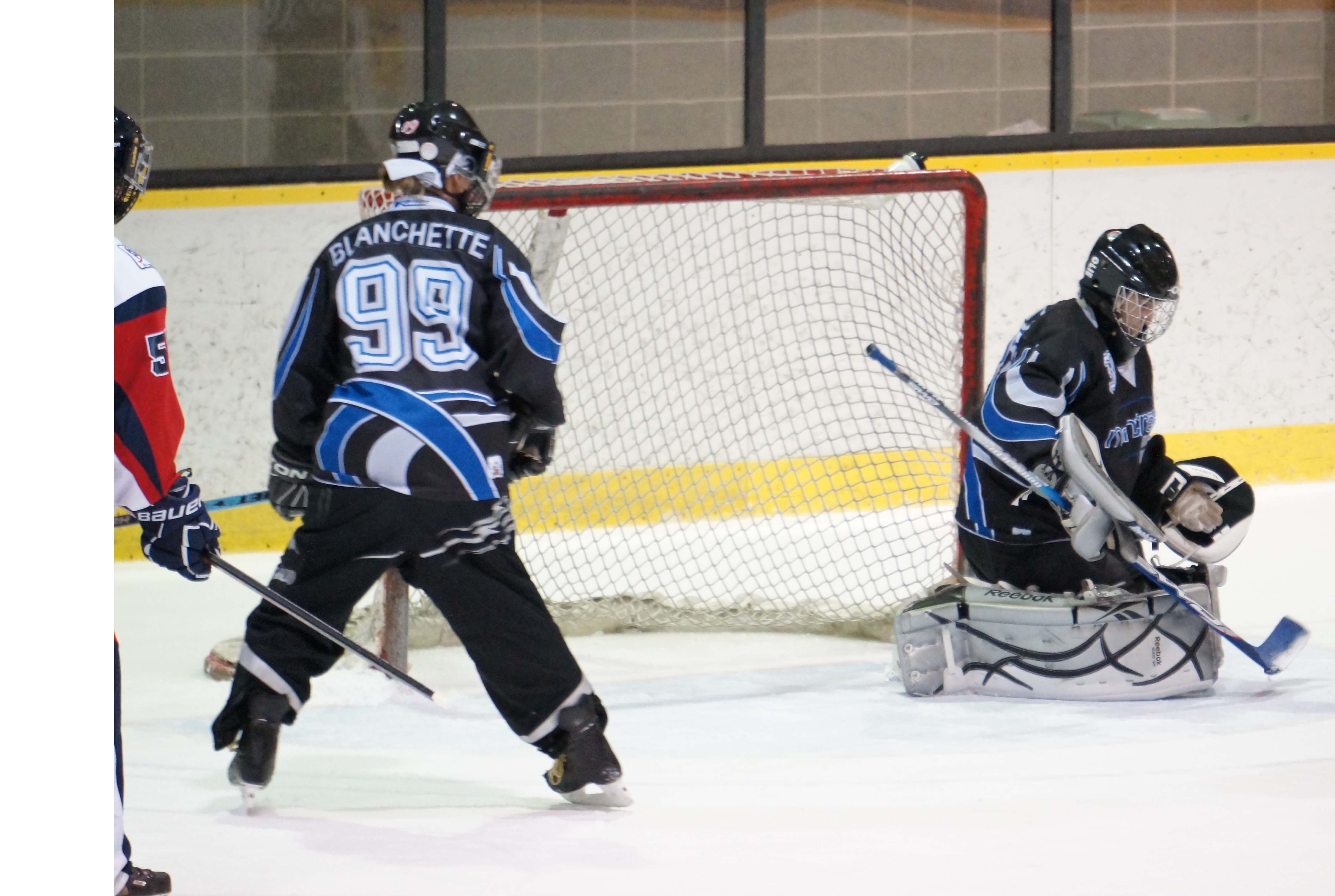
حارس مرمى رينجيت يستخدم قفاز حارس مرمى رينجيت "قفاز كيلي"

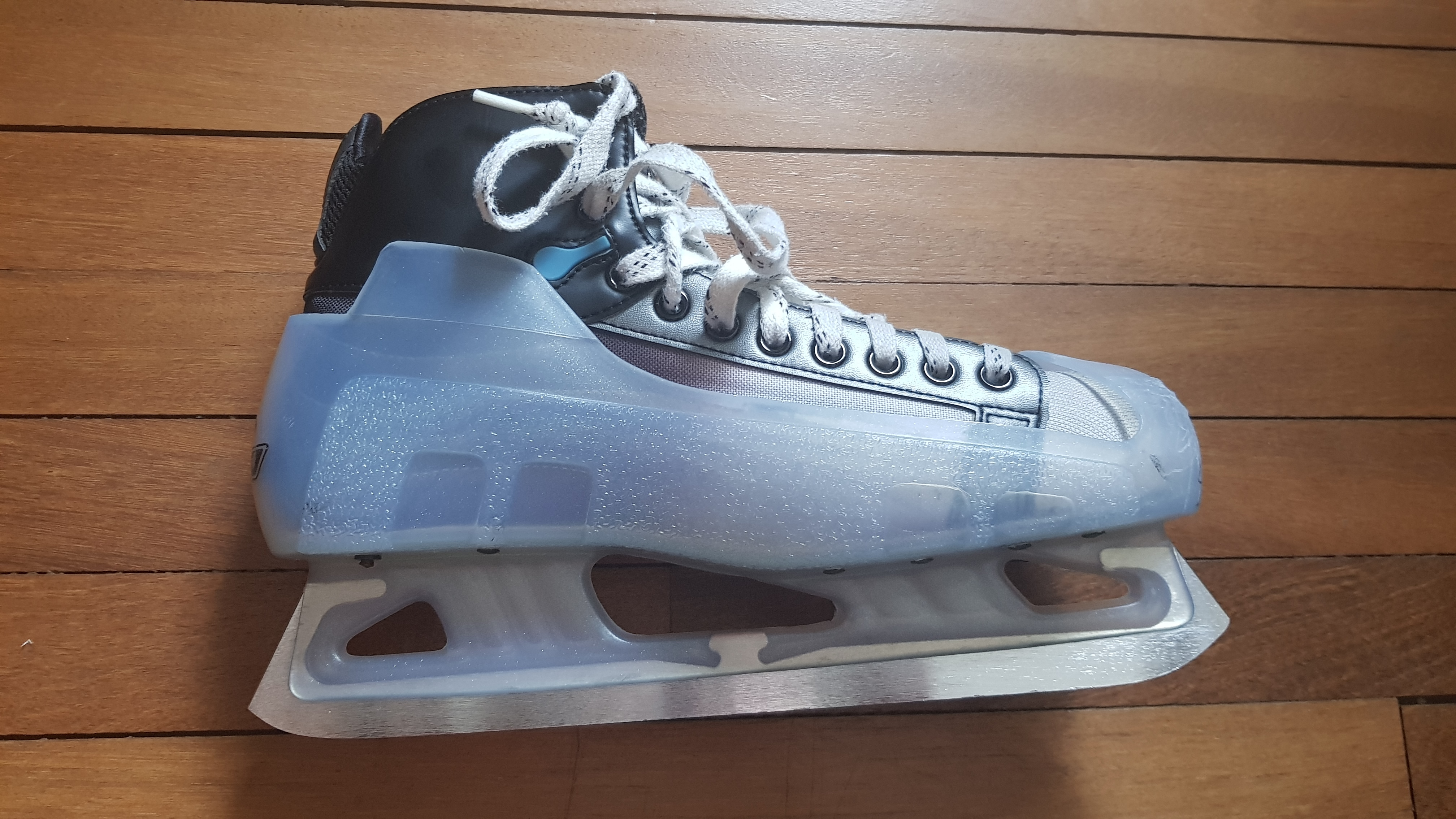
حذاء حارس مرمى هوكي الجليد مع واقي

يستخدم حراس مرمى الرينجيت معدات وقاية مشابهة لتلك المستخدمة في هوكي الجليد. على الرغم من أن معدات حراسة المرمى في هوكي الجليد تُستخدم، هناك بعض الاختلافات. على سبيل المثال، يرتدي حراس مرمى الرينجيت وسادات الساق ‏ ويستخدمون نفس زلاجات حارس المرمى ‏ وعصا حارس المرمى ‏ كما في هوكي الجليد. ومع ذلك، يُطلب من حراس المرمى ارتداء مزيج من خوذة معتمدة من الرينجيت، وقناع وجه، وواقٍ للحلق. علاوة على ذلك، يجب عليهم أيضًا ارتداء حماية للأعضاء التناسلية، وواقيات الصدر والذراعين، والسراويل.
على اليد الحرة، والمعروفة أيضًا بأنها يد القفاز، يرتدي الحارس قفازًا يُعرف بـ "الصائد"أو ببساطة "قفاز". بالنسبة ليد القفاز، يمكن لحراس المرمى استخدام قفاز هوكي الجليد، أو حاجب هوكي الجليد، أو قفاز مشابه لقفاز اللاعب أو قفاز لاكروس، أو قفاز حارس مرمى رينجيت "قفاز كيلي"، الذي سُمي على اسم كيلي براون، حارس مرمى سابق في منتخب كندا الوطني للرينجيت الذي ساعد في تصميم أول نموذج لهذه الرياضة. تم تطوير تصميم قفاز كيلي صناعي مخصص لحارس مرمى يستخدم يدًا واحدة.

### الأنواع المختلفة
هناك نوعان مختلفان من الرينجيت لا يُلعبان على الجليد: رينجيت التزلج، ورينجيت الصالات الرياضية، وتُلعبان بارتداء الأحذية. طورت رينجيت الصالات الرياضية في كندا كنوع أرضي من الرينجيت في التسعينيات، إلى حد كبير بواسطة رينجيت كندا.[بحاجة لمصدر] من المفترض أن تُلعب كنشاط قائم بذاته أو كشكل من أشكال التدريب على الأرض الجافة لمساعدة اللاعبين على تطوير المهارات التي يمكن نقلها إلى رياضة الجليد.. يتم لعب رينجيت التزلج كبديل غير رسمي، ولكن لم يتم تدوين مجموعة قواعد رسمية متسقة ولا توجد هيئات تنظيمية كبيرة. لا يوجد لدى الرينجيت أي نوع مختلف من الرياضات الموازية.

## التاريخ

### التطور
اُنشئت رياضة الرينجيت في شمال أونتاريو، كندا، كمشروع ترفيهي مدني للفتيات من قبل مؤسسيها الاثنين،  سام جاكس من نورث باي (أونتاريو)، ورود مكارثي من إسبانيولا، أونتاريو. يُنسب الفضل إلى جاكس في ابتكار فكرة الرياضة في عام 1963، بعد تطويره السابق لـ نوع من هوكي الأرض في عام 1936،  التي كانت تستخدم عصي بلا شفرات وقرص مسطح من اللباد مع ثقب في الوسط. كان مكارثي مسؤولًا عن تطوير القواعد الأولى للرياضة. تم إنشاء رياضة الرينجيت على أمل زيادة والحفاظ على مشاركة الفتيات في الرياضات الشتوية تحت السلطة الحالية لجمعية مديري الترفيه البلدي في أونتاريو (SDMRO) وجمعية مديري الترفيه في شمال أونتاريو (NORDA) بسبب عدم النجاح في جذب الاهتمام بين الشابات في رياضات الفرق الشتوية مثل لبروomball وهوكي الجليد للفتيات.
طالما كانت الترفيه البلدي موجودة، كان هناك، مع بعض التبرير، قلق من أن رياضاتنا كانت موجهة إلى الذكور.
 
على مر السنين تم بذل محاولات لاكتشاف أو ابتكار لعبة شتوية جديدة أو لعبة على الجليد للفتيات. كان البروomball مثل هذه اللعبة، وللحظة معينة كان هوكي الجليد للفتيات يحقق بعض النجاح. لكن لم يكن لهذه الألعاب قبول بين الإناث كما يظهر من عدم النمو.
 
الرينجيت هي محاولة جديدة لتوفير رياضة فريق شتوية على الزلاجات للفتيات.— قواعد الرينجيت (لعبة على الزلاجات للفتيات)، SDMRO (1965–1966)

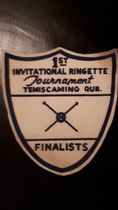
شعار الرينجيت من أول بطولة رينجيت، التي أُقيمت في تيميسكامينغ عام 1966.

قُدمت فكرة اللعبة الجديدة لأول مرة في اجتماع عام بين أعضاء NORDA في يناير 1963 في سودبري، أونتاريو. جرت أول مباراة رينجيت في خريف ذلك العام في إسبانيولا، أونتاريو تحت إشراف مكارثي بين مجموعة من الفتيات اللاتي لعبن هوكي الجليد في مدرسة إسبانيولا الثانوية. بدأت مجتمعات أخرى في شمال أونتاريو بتجربة اللعبة في شتاء 1964–65. في 31 مايو 1965، قُدمت مجموعة من القواعد التي طورها مكارثي من قبل NORDA إلى SDMRO التي قامت بعد ذلك بنشرها لاستخدامها في موسم 1965–66.
ثم قامت الـ SDMRO بتطوير وتنظيم الرياضة على نطاق أوسع، وفي عام 1969 أصبحت جمعية رينجيت أونتاريو (التي تعرف الآن برينجيت أونتاريو) أول جمعية رينجيت إقليمية في التاريخ وشُكلت كهيئة حاكمة إقليمية بمنحة حكومية إقليمية قدرها 229.27 دولارًا (ما يعادل 1,828 دولارًا في عام 2023) و1,500 لاعبًا في 14 موقعًا.
قُدمت الرياضة في مانيتوبا في عام 1967، واُنشأ أول فريق في المقاطعة، وهو فريق وايلدوود، بعد عامين في فورت غاري، وينيبيغ.

### النمو
انتشرت رياضة الرينجيت في كندا إلى مانيتوبا وكيبك ونوفا سكوشا وكولومبيا البريطانية. ولتنظيم الرياضة على المستوى الوطني، أُسس رينجيت كندا في عام 1974. وفي العام التالي، حصلت الرياضة على ظهور تلفزيوني وطني خلال فترة الاستراحة في برنامج Hockey Night in Canada. نقلت حقوق القواعد الرسمية لرياضة الرينجيت من SDMRO إلى جمعية رينجيت أونتاريو في عام 1973، ثم تم الحصول عليها من قبل رينجيت كندا في عام 1983.
بعد وفاة سام جاكس في مايو 1975، قامت زوجته أغنيس جاكس بالترويج للعبة وعملت كـ"سفيرة" للرياضة حتى وفاتها في أبريل 2005. حصلت على وسام كندا تقديرًا لهذا العمل في عام 2002. بدأت رينجيت كندا بدون موارد مالية كبيرة ولم تتلق أي مساعدة من الحكومة الفيدرالية الكندية، رغم أن الرياضة شهدت نموًا كبيرًا بين السبعينيات والثمانينيات.
في عام 1979، قدم اللاعب والمدرب الفنلندي السابق يوهاني فالستين رياضة الرينجيت إلى فنلندا خلال تدريبات هوكي الجليد للفتيات في منطقة توركو. أقيمت أول مباراة مسجلة في فنلندا في 23 يناير 1979، وأُقيمت أول بطولة في أوائل عام 1980. وفي الوقت نفسه، جلب آلبو ليندستروم وابنه جان ليندستروم رياضة الرينجيت إلى نانتالا في نهاية عام 1979، وهو نفس العام الذي قدم فيه يوهاني فالستين الرياضة إلى فنلندا لأول مرة. كان جان قد قضى عامًا دراسيًا في الولايات المتحدة في العام السابق 1978، وقد شاهد الفتيات وهن يمارسن رياضة الرينجيت. وعندما عاد إلى فنلندا، أسس نادي الرينجيت في VG-62، VG-62 (ringette).
اكتسبت الرياضة شهرة بسرعة، بفضل المدربين الكنديين الذين ساعدوا في تأسيس البرامج. في عام 1983، تم تأسيس جمعية وطنية نظمت بطولات تضم أكثر من مئة مباراة بحلول منتصف الثمانينيات.
انتشرت رياضة الرينجيت إلى السويد في أوائل الثمانينيات. تم تشكيل الدوري السويدي رينغيت دام-SM في عام 1994،[بحاجة لمصدر] إلى جانب تأسيس جمعية رينغيت السويدية أيضًا في نفس العام.
اُدخلت رياضة الرينجيت إلى الولايات المتحدة الأمريكية في الغرب الأوسط في منتصف السبعينيات وأصبحت تحظى بشعبية كبيرة بحلول الثمانينيات مع تركز معظم الأنشطة في مينيسوتا. ومع ذلك، انخفضت المشاركة بشكل كبير في منتصف التسعينيات عندما تم اعتماد هوكي الجليد كرياضة رسمية للمدارس الثانوية للفتيات بدلاً من الرينجيت.[بحاجة لمصدر أفضل]
في عام 1986، تم تأسيس مجلس رينجيت العالمي في فنلندا للترويج وتطوير الرياضة على الصعيد الدولي ولتنظيم المسابقات الدولية.[بحاجة لمصدر] تم تنظيم أول بطولة عالمية للرينجيت في عام 1990. وفي العام التالي، غيّر مجلس رينجيت العالمي اسمه إلى الاتحاد الدولي للرينجيت (IRF)، ربما لتجنب الالتباس نظرًا لأن اختصاره كان نفسه اختصار البطولة العالمية.[بحاجة لمصدر أفضل]

## الاتحاد الدولي
الاتحاد الدولي للرينجيت (IRF) هو أعلى هيئة حاكمة لرياضة الرينجيت. هناك أربعة دول أعضاء: كندا، فنلندا، الولايات المتحدة الأمريكية، والسويد. تاريخياً، كانت كندا وفنلندا هما الأكثر نشاطاً في الاتحاد الدولي، حيث تقومان بانتظام بإرسال فرق لعرض كيفية لعب الرينجيت في دول مثل اليابان، أستراليا، آيسلندا، نيوزيلندا، النرويج، سلوفاكيا، وكوريا الجنوبية.[بحاجة لمصدر]

### الوضع الأولمبي
الرينجيت ليست جزءاً من برنامج الألعاب الأولمبية الشتوية. طلب اللجنة الأولمبية الدولية من كندا تنظيم حدث ألعاب تراثية لرياضات الرينجيت، البروومبول، ولاكروس في دورة الألعاب الأولمبية الشتوية 2010 في فانكوفر، ولكن لم تتمكن الرياضات الثلاث من تلبية الأهداف المحددة وفشل الحدث في أن يتحقق. تتلقى رينغيت كندا دعماً مالياً من سبورت كندا.[بحاجة لمصدر]

### بطولات العالم للرينجيت
بطولات العالم للرينجيت (WRC) هي أكبر مسابقة دولية لرياضة الرينجيت بين الدول التي تمارس هذه الرياضة، وتنظمها الاتحاد الدولي للرينجيت. كانت تُنظم في البداية كل عامين، ولكن منذ دورة بطولة 2004 أصبح من المقرر أن تُنظم البطولة كل عامين إلى ثلاثة أعوام مع بعض الاستثناءات. يتم منح الفريق الفائز في فئة الكبار جائزة سام جاكس. بينما يحصل الفريق الفائز في فئة الناشئين على جائزة جوسو فالستين. كما يُمنح تروفي الرئيس للفائز في "حوض الرئيس".

### بطولة العالم للأندية للرينجيت
في البداية، تم تنظيم الاتحاد الدولي للرينجيت هذه البطولة كمسابقة منفصلة عن بطولات العالم للرينجيت، وقد أُقيمت بطولة العالم للأندية للرينجيت في 2008 و2011، حيث ضمت أفضل الفرق من دوري الرينجيت الوطني الكندي، الدوري الفنلندي للرينجيت الوطني SM Ringette، (الذي كان يُعرف سابقاً بـرينجيتن SM-sarja)، ومن الدوري السويدي رينجيت دام-SM. تم إيقاف البطولة بعد 2011 بسبب التكاليف المالية التي واجهتها الفرق المتنافسة، مما جعل إقامة البطولة غير قابلة للتنفيذ.

### كأس أسود التشيك
يُعتبر كأس أسود التشيك البطولة الوحيدة لرياضة الرينجيت من نوعها في براغ في أوروبا الوسطى. إلى جانب كأس أسود فنلندا، يُعد من أبرز بطولات الرينجيت في أوروبا التي تُلعب كل صيف.

### كأس أسود فنلندا
كأس أسود فنلندا هو بطولة للرينجيت تُنظم سنوياً في فنلندا. إلى جانب كأس تحدي الرينجيت التشيكي، يُعد من أبرز بطولات الرينجيت في أوروبا التي تُلعب في أبريل، يوليو، وديسمبر. غالباً ما تضم البطولة فرق الرينجيت من فنلندا والسويد وكندا. تشمل الأقسام المتنافسة أقل من 14 عامًا (U14) وأقل من 16 عامًا (U16) وأقل من 19 عامًا / مفتوح.

## الرينجيت حسب الدولة

### كندا

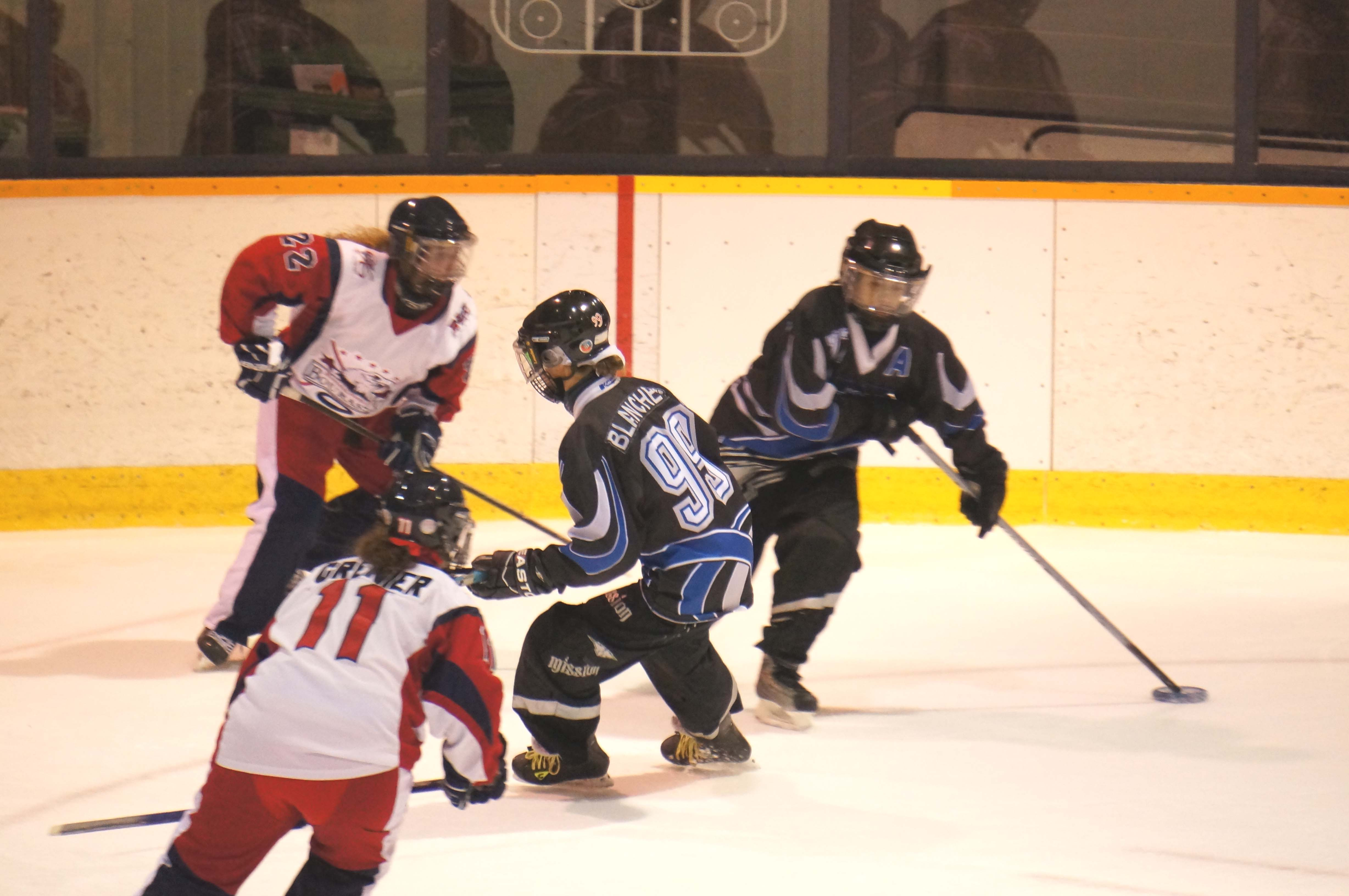
بوارسا رويال يلعب ضد مهمة مونتريال خلال موسم 2011–2012 NRL

تُمارس لعبة الرينجيت في جميع المقاطعات العشر في كندا والأقاليم الشمالية الغربية. يتم تسجيل حوالي 30,000 لاعب سنويًا للمشاركة في هذه الرياضة. رينجيت كندا هي الهيئة الوطنية المنظمة للرياضة وتروج لها. وقد أسست قاعة مشاهير رينجيت كندا في عام 1988. يختار منتخب كندا الوطني للرينجيت فريقين للمنافسات الدولية: فريق كندا للشباب وفريق كندا للكبار. يتنافس كلا الفريقين في بطولات العالم للرينجيت. على مستوى الجامعات والكليات، تتاح للاعبين الفرصة لممارسة الرياضة في عدة مقاطعات. دوري الرينجيت الوطني (NRL) هو الدوري شبه الاحترافي للرينجيت في كندا للاعبين المتميزين من سن 18 عامًا فأكثر.
يتنافس أفضل لاعبي الرينجيت في كندا في بطولات كندا للرينجيت السنوية. هناك بطولات لفئات تحت 16 عامًا، تحت 19 عامًا، ودوري الرينجيت الوطني (الفئة المفتوحة قبل عام 2008). أصبحت الرينجيت جزءًا من برنامج ألعاب كندا الشتوية في عام 1991. كما أن الرياضة جزء من المنافسات الشتوية المتعددة الرياضات في بعض المقاطعات. توجد أيضًا مسابقات سنوية للرينجيت في عدة مدن ومناطق. يعد التشارك في الرياضات الأخرى أمرًا شائعًا بين لاعبي الرينجيت في كندا، حيث لعب بعض اللاعبين في المستوى الوطني أيضًا الباندي مع المنتخب الوطني النسائي الكندي للباندي|المنتخب الوطني النسائي للباندي في كندا.
تعد كأس جان سوفي هي كأس بطولة الرينجيت في كندا، وتُمنح سنويًا للفريق الفائز في دوري الرينجيت الوطني. تم تأسيس الكأس بواسطة بيتي شيلدز (الرئيسة الخامسة لرينجيت كندا وقد سميت تكريمًا لجان سوفي. مُنحت الكأس لأول مرة في بطولات كندا للرينجيت عام 1985 في دولار ديزورمو، كيبك.

### فنلندا

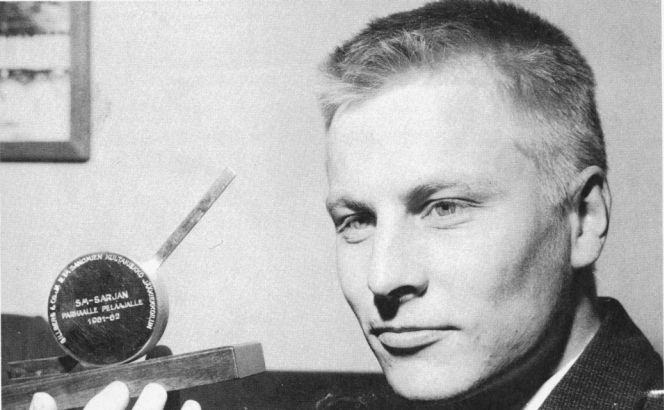
يوهاني "جوسو" والشتين في عام 1962. يُعرف والشتين بلقب "أب الرينجيت" في فنلندا

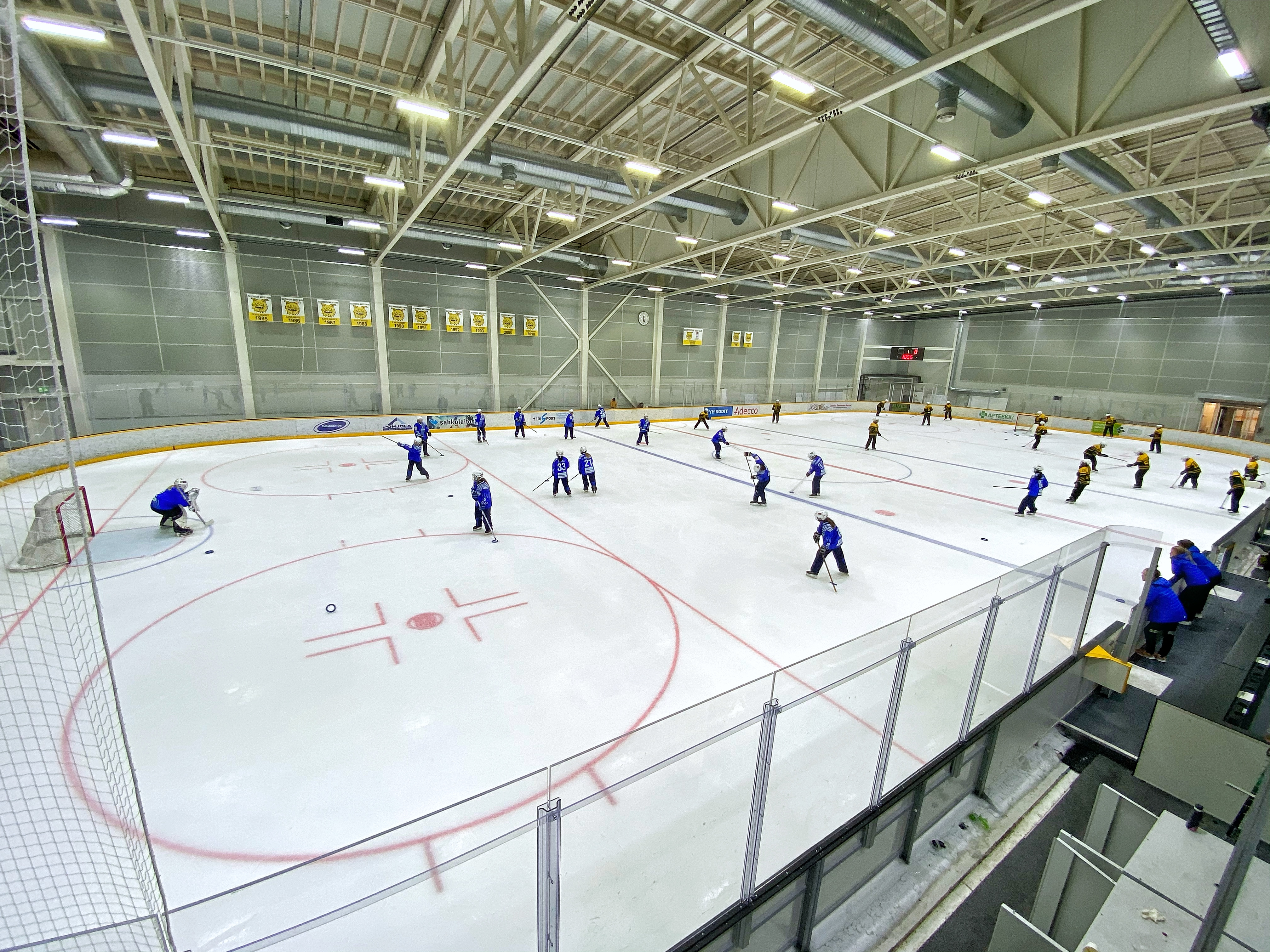
الفرق تستعد في دوري SM رينجيت، وهو المستوى شبه الاحترافي في فنلندا للرياضة

هناك أكثر من 10,000 لاعب رينجيت مسجلين للمشاركة في فنلندا. يشارك اللاعبون في 31 نادي رينجيت، مع وجود أندية هامة في نانتالِي، توركو، وأوسيكابونكي. أُنشأت الهيئة الوطنية المنظمة للرياضة رينجيت فنلندا في عام 1983، بعد أربع سنوات من تقديم يوهاني والشتين، المعروف أيضًا بـ "جوسو" والشتين، للرينجيت في فنلندا؛ ويُعتبر "أب الرينجيت" في البلاد. ساعد الرئيس السابق لـ رينجيت كندا، باري ماترن، في تقديم الرينجيت إلى فنلندا في عام 1979 عندما جلب فريقًا من وينبيغ، مانيتوبا، الحي الشمالي للعب.
يتنافس المنتخب الوطني الفنلندي للرينجيت بانتظام في بطولات العالم للرينجيت ويضم كل من فريق فنلندا للكبار وفريق فنلندا للشباب.
توجد في فنلندا دوري رينجيت شبه احترافي يُسمى SM رينجيت، المعروف سابقًا بـ رينجيتن SM-ساريا. يعرف الدوري باسم دوري الرينجيت الوطني الفنلندي باللغة الإنجليزية. بدأ الدوري في العمل منذ موسم الشتاء 1987–1988. تُمنح جائزة أغنيس جاكس، التي سميت على اسم زوجة سام جاكس، لأفضل لاعب في الدوري في نهاية كل موسم وقد تم منحها لأول مرة في عام 1992.
كان دوري السيدات الممتاز تعرف سابقًا برينجيت يوكوساريا. بدأ اللعب في الدرجة الأولى منذ موسم 2008. خلال موسم 2021–2022، لعبت ست فرق في الدرجة الأولى للسيدات.
دوري السيدات الممتاز هو المستوى الثاني في تصنيف دوري الرينجيت الفنلندي، ويعمل تحت إشراف رينجيت فنلندا (رينجيت فنلندا)، التي كانت تُعرف سابقًا بـ الاتحاد الفنلندي للرينجيت.
من الأسماء البارزة أيضًا تيمو هيمبيرغ الذي قام بتدريب المنتخب الوطني الفنلندي للرينجيت لسنوات عديدة، وانتيرو كيفيلا الذي درب في دوري SM رينجيت لمدة تزيد عن عقد.

### السويد
قدمت الرينجيت إلى السويد في الثمانينات.[إخفاق التحقق] كان أول نادي رينجيت هو أولريكدالز في سولنا، ستوكهولم، مع وجود معظم جمعيات الرينجيت السويدية في منطقة مالاردالن المحيطة. توجد برامج توأمة بين جمعية رينجيت السويدية وجمعيات كندية لتطوير الرياضة في المجتمع السويدي. في السويد، يتم تسجيل أكثر من 6,000 فتاة للمشاركة في الرينجيت سنويًا.[إخفاق التحقق]
أُسس الدوري النخبوي السويدي (رينجيتفوربوندت) في عام 1994 وشُكلت جمعية رينجيت السويدية في نفس العام. يتصل العديد من الفرق الشبابية والعديد من الفرق الهواة مع هذه الأندية السبعة شبه الاحترافية. يضم الدوري سبع أندية شبه احترافية للسيدات: كيسطا هوكي، IFK سالم، IK هيوج، يارنا SK، سيغلتورب IF، سولنتونا HC، وأولريكدالز SK.
تعتبر جمعية رينجيت السويدية الآن عضوًا مشاركًا في اتحاد الرياضات السويدي. يتنافس المنتخب الوطني السويدي للرينجيت بانتظام في بطولات العالم للرينجيت في مجموعة كبار اللاعبين. في بعض الأحيان، تم تشكيل فريق رينجيت الوطني السويدي للشباب، لكن الفريق الكبار هو الذي سجل أكبر عدد من المشاركات الدولية.

### الولايات المتحدة
تنظيمات الرياضة الوطنية للرينجيت في الولايات المتحدة هي USA Ringette وTeam USA Ringette. قدمت الرينجيت في منتصف السبعينات في أماكن مختلفة من الولايات الوسطى الأمريكية، وكان عشرة ولايات أمريكية تضم الرينجيت بحلول أوائل السبعينات. خلال السبعينات، كانت الرينجيت تحظى بشعبية كبيرة في ألبينا، فلينت، ميشيغان، مينيسوتا، غراند فوركس، داكوتا الشمالية، وفيروكوا وأونالاكا في ولاية ويسكونسن.
يتنافس المنتخب الوطني الأمريكي للرينجيت بانتظام في بطولات العالم للرينجيت، بدءًا من أول بطولة في 1990. من بين المدربين البارزين في تطور فريق الولايات المتحدة هو المدربة فيليس سادوواي التي كانت مدربة الفريق في بطولات العالم للرينجيت من 2004 إلى 2013، وتم إدخالها كمدربة في قاعة مشاهير رينجيت كندا في عام 2012.

### جمهورية التشيك
تستضيف جمهورية التشيك بطولة دولية سنوية للرينجيت في أوروبا، وهي Czech Ringette Challenge Cup، كما يتنافس المنتخب الوطني التشيكي للرينجيت في بطولات العالم للرينجيت. كانت جمهورية التشيك أول ظهور دولي لها في بطولة العالم للرينجيت 2016. كما كانت مستضيفة لأول بطولة العالم للرينجيت تحت 19 سنة في براغ في عام 2009. الهيئة الوطنية المشرفة على رياضة الرينجيت في البلاد هي رابطة رينجيت التشيك.

### اليابان
اُدخلت رياضة الرينجيت إلى اليابان في عام 1982 بواسطة رئيس رينجيت كندا السابق، باري ماترن.

### أستراليا ونيوزيلندا
في عام 1986، اُدخلت رياضة الرينجيت إلى أستراليا ونيوزيلندا من خلال "جولة رينجيت مابلز".

### الاتحاد السوفيتي
في عام 1984، ساعد وفد رياضي في إدخال رياضة الرينجيت إلى الاتحاد السوفيتي. وفي عام 1985، قُدمت الرياضة مرة أخرى عبر مبادرة تحمل اسم "رينجيت في روسيا" من قبل جمعية سانت جيمس للرينجيت في وينيبغ، مانيتوبا. ومع ذلك، خلال عامين فقط، أصبح من الواضح أن الرياضة لم تتمكن من الانتشار في الاتحاد السوفيتي.

### دول أخرى
استمر التطور الدولي لرياضة الرينجيت مع تشكيل اتحادات في إستونيا وسلوفاكيا وفرنسا. علاوة على ذلك، لعبت رينجيت كندادورًا رئيسيًا في نشر اللعبة في كل من هولندا وسويسرا وألمانيا الغربية. كما تم تقديم الرياضة إلى جنوب إفريقيا والإمارات العربية المتحدة.

## التأثير

### هوكي الجليد
كان لرياضة الرينجيت تأثير غير مقصود على رياضة الهوكي على الجليد، بما في ذلك تأثير طفيف على هوكي الجليد الاحترافي للرجال وتأثير أكبر على هوكي الفتيات والنساء.
بدأ "خط الرينجيت" في التأثير على هوكي الجليد الاحترافي للرجال في عام 2012 فيما يتعلق بـ دوري الهوكي الأمريكي، حيث نظر العديد من المحترفين، بمن فيهم المدير العام لفريق تورونتو ميبل ليفس، براين بيرك (هوكي الجليد)|براين بيرك، في إمكانية تطبيقه في الهوكي لمعالجة بعض القضايا المتعلقة باللعبة.
استخدمت مفاهيم الرينجيت والحلقات في تدريبات هوكي الجليد الاحترافي منذ أواخر السبعينيات، عندما سعى مدرب تورونتو ميبل ليفس، روجر نيلسون، إلى إضافة تنوع إلى التدريبات. بعد ملاحظته لذلك، قام مدرب منتخب تشيكوسلوفاكيا لهوكي الجليد للرجال، كاريل غوت، بتدوين ملاحظات حول اللعبة وأجرى تعديلات لتطبيقها في نظام التدريب المستخدم في فرق هوكي الجليد الجامعية في تشيكوسلوفاكيا.
قبل تسعينيات القرن العشرين في كندا، فشلت رياضة هوكي الجليد النسائي في التطور وظلت في حالة ركود. ففي أونتاريو، حيث تم ابتكار الرينجيت، لم يكن هناك سوى 101 فريق هوكي نسائي بحلول عام 1976. بحلول عام 1983، كان هناك أكثر من 14,500 لاعبة رينجيت في كندا مقارنة بـ 5,379 لاعبة هوكي فقط. وبحلول 1990-1991، لم يتجاوز العدد 8,146. لم يبدأ هوكي الجليد النسائي في النمو بشكل ملحوظ إلا بعد حظر الاحتكاك الجسدي، والذي تم تحقيقه في كندا بحلول عام 1986. بعد ذلك، تم توسيع هوكي الجليد النسائي في كندا بشكل كبير من خلال استقطاب اللاعبات من نظام الرينجيت.

### الثقافة
تظل رياضة الرينجيت واحدة من الرياضات المنظمة القليلة في العالم التي يكون معظم رياضييها النخبة من النساء وليس الرجال. معظم الرياضات النسائية هي نسخ من الرياضات التي يهيمن عليها الذكور، وتهدف إلى أن تكون المكافئ النسائي لتلك الرياضات، بدلاً من أن تكون رياضات تم تطويرها خصيصًا للإناث. في وسائل الإعلام الكندية وأوساط مجتمع الرينجيت، يتم تجنب وصف الرينجيت بأنها "رياضة للفتيات" على الرغم من جذورها التاريخية.

### الثقافة الشعبية
أصدرت بريد كندا أربعة طوابع في سلسلة عن الرياضات ذات الأصول الكندية، تضمنت الرينجيت وكرة السلة والبولينج بخمس دبابيس ولاكروس. تم إصدار الطوابع التذكارية في 10 أغسطس 2009، حيث أظهرت المعدات المستخدمة في كل رياضة مع رسم خطي لخلفية ساحة اللعب.
ظهرت رياضة الرينجيت في إحدى حلقات برنامج الأطفال كايو.

## الذكور في الرينجيت
على الرغم من ظهور فرق مختلطة، إلا أن هناك وصمة اجتماعية ضد مشاركة الذكور في رياضة الرينجيت.
في عام 2021، أفادت إذاعة CBC Radio عن جدل يتعلق بحارس مرمى مراهق في الرينجيت من مقاطعة كيبيك، حيث كان معروفًا كلاعب بارز إلى أن اكتشفت الرابطة أنه كان متحولا جنسيا.
على الرغم من أن عدد اللاعبين الذكور في الرينجيت في كندا كان حوالي 700 خلال موسم 2013-2014، إلا أن هذا العدد انخفض بشكل كبير.[بحاجة لمصدر] في حين أن بعض المقاطعات مثل "رينجيت بريتيش كولومبيا" رحبت بمشاركة الذكور في الرياضة، إلا أن مقاطعات أخرى مثل "رينجيت أونتاريو" و"رينجيت كيبيك" وضعت لوائح تحد من مشاركة الذكور في الرينجيت.
من المقرر أن تتضمن بطولة الرينجيت الغربية الكندية لعام 2025 لأول مرة قسمًا خاصًا للذكور.

## الشخصيات البارزة

### اللاعبون الدوليون

#### فنلندا
- سوزانا تاباني
- آنا فانحاتالو
- سالا كيهالا
- ماريوكا فيرتا
- آن بوخولا
- بترا أوجارانت
- بترا فآراكاليو – لاعبة في المنتخب الوطني توقفت عن اللعب بعد تلقيها عقوبة إيقاف لمدة ستة أشهر بسبب ركلها لمنافِسة ساقطة[بحاجة لمصدر]

#### كندا
- كيلي براون (حارسة مرمى)
- شيللي هروسكا[119][120]
- جولي بلانشيت
- ستيفاني سيغوين
- إيرين كومبستون
- جودي ديداك - عضو في أول فريق كندي يفوز ببطولة بطولة العالم للرينجيت عام 1990

### شخصيات أخرى
يُعتبر سام جاكس من الشخصيات البارزة في الرينجيت، حيث قام بابتكار الرياضة بمساعدة ريد مكارثي. كما يُعرف يوهاني فاهلستن بإدخاله رياضة الرينجيت إلى فنلندا في أواخر السبعينيات. وكان تيمو هيمبرغ مدربًا للمنتخبات الوطنية الفنلندية لسنوات عديدة، في حين درّب أنيرو كيفيلا دوري SM Ringette شبه الاحترافي.

## معرض الصور

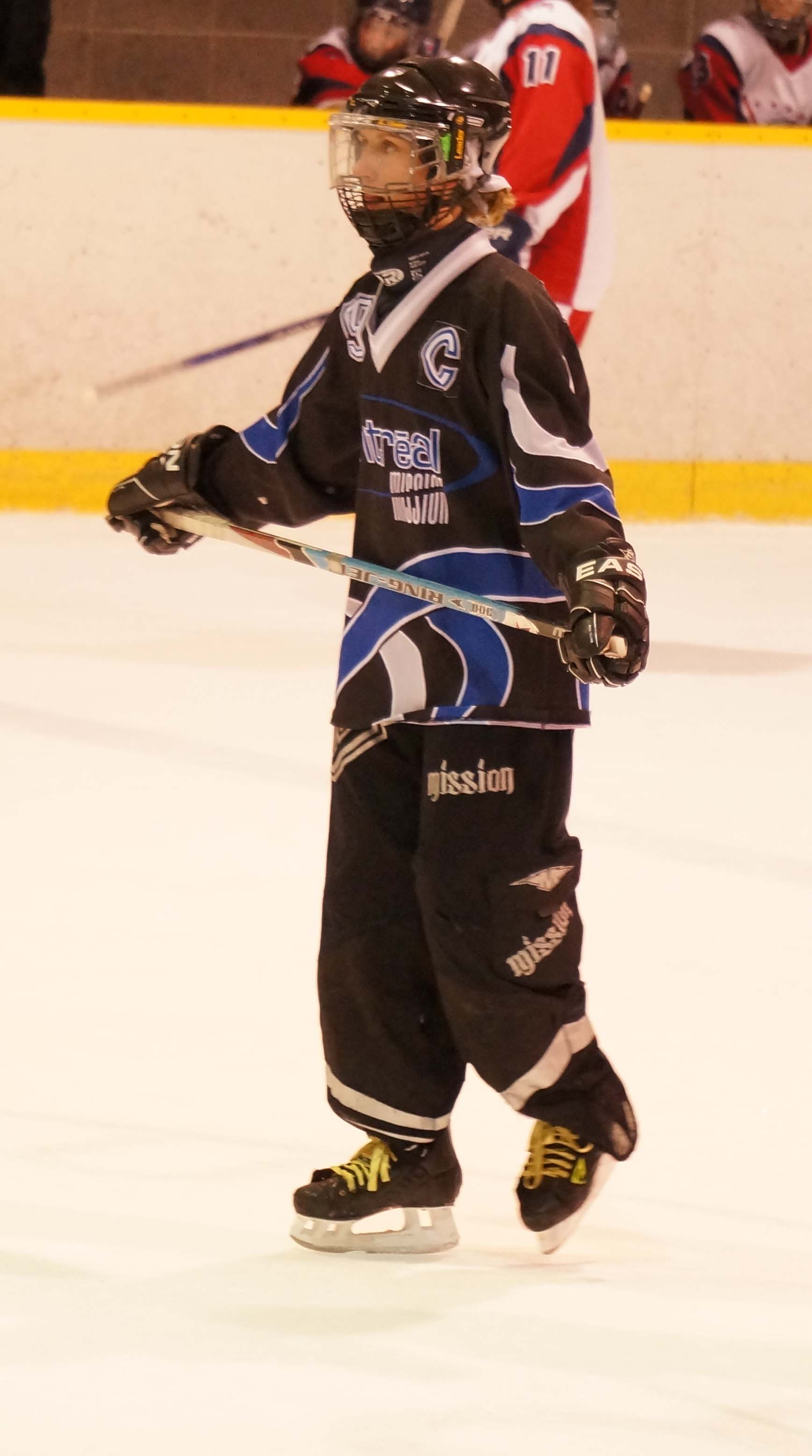
جولي بلانشيت، لاعبة سابقة في منتخب كندا الوطني للرينجيت
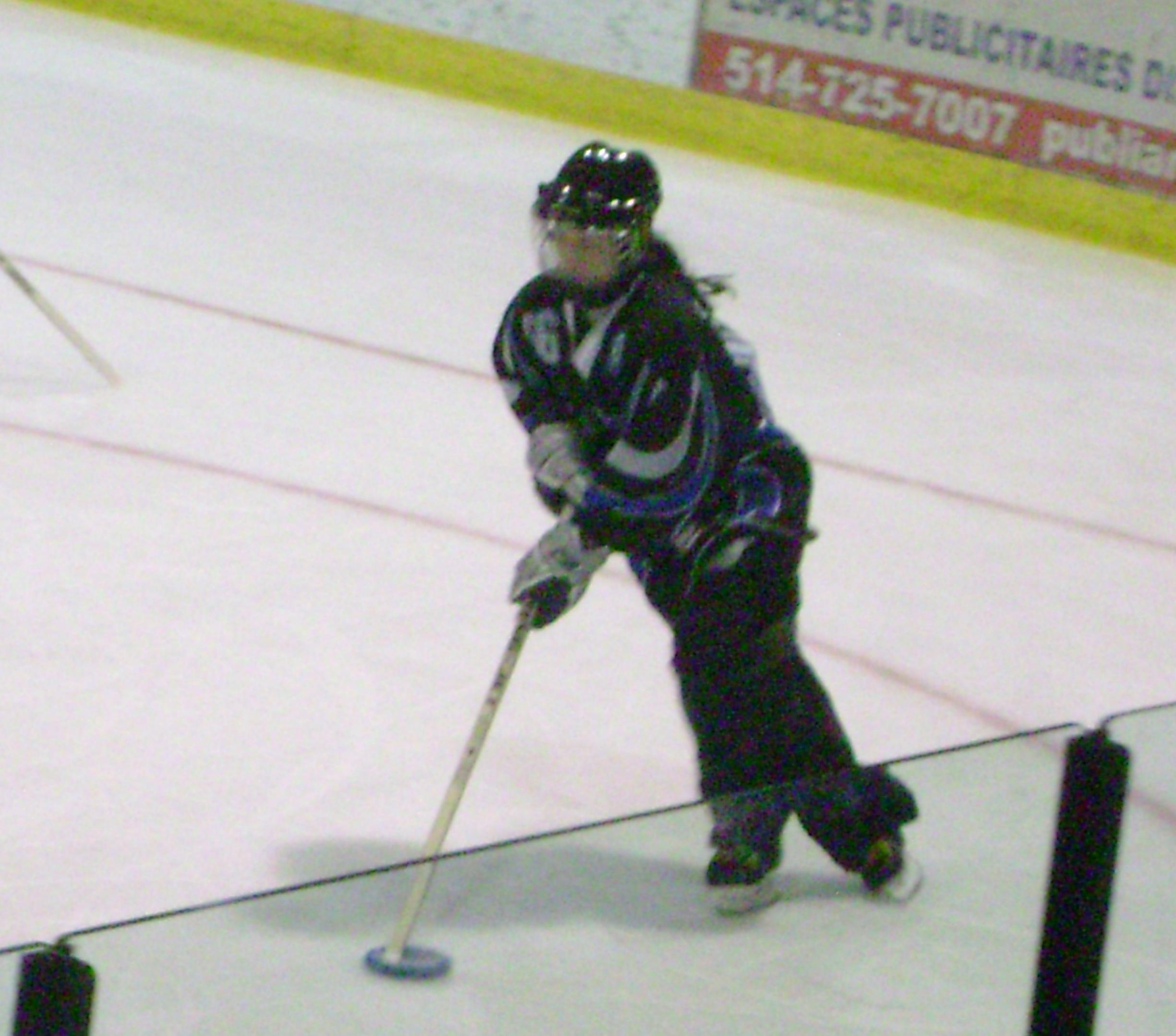
ستيفاني سيغوين، لاعبة سابقة في منتخب كندا الوطني للرينجيت
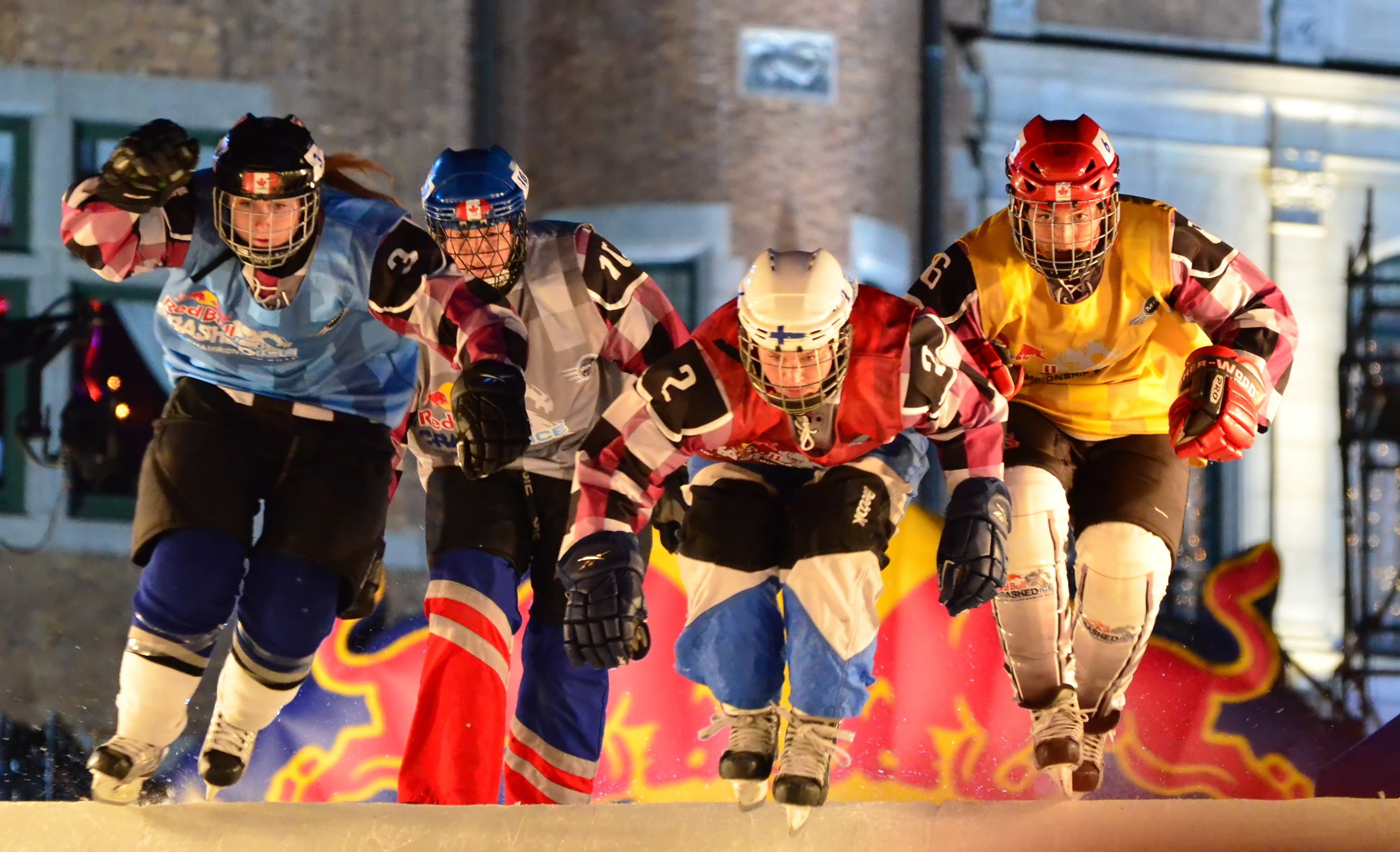
سالا كيهالا (الثانية من اليمين)، لاعبة سابقة في منتخب فنلندا الوطني للرينجيت، وSM Ringette، ودوري الرينجيت الوطني
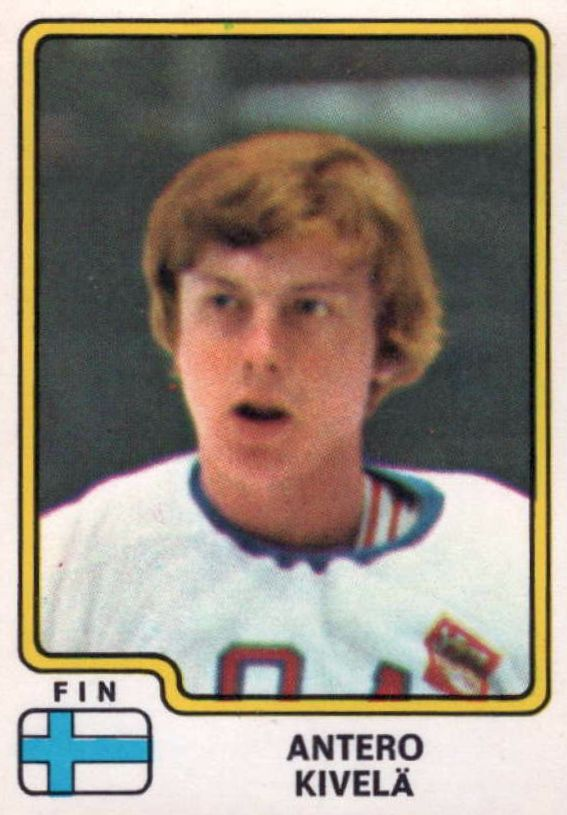
أنتيرو سيمو تاني كيفيلا، حارس مرمى سابق في منتخب فنلندا الوطني لهوكي الجليد؛ عمل مدربًا في دوري الرينجيت شبه الاحترافي في فنلندا، Ringeten SM-sarja، الذي يُعرف حاليًا باسم "SM Ringette"

## للمزيد من المعلومات
- كولينز، كينيث ستيوارت (2004). البداية من هنا: تاريخ مصور لرياضة الرينجيت.
- هول، مارجريت آن (2016). الفتاة واللعبة: تاريخ الرياضة النسائية في كندا. دار نشر جامعة تورونتو.
- هول، مارجريت آن؛ بفستر، جيرترود. تكريم الإرث: خمسون عامًا من الرابطة الدولية للتربية البدنية والرياضة للفتيات والنساء.

## الروابط الخارجية
- رينجيت كندا
- (بالفنلندية) رينجيت فنلندا
- رينجيت سلوفاكيا
- رينجيت التشيك
- (بالفنلندية) تاريخ رينجيت توركو

قالب:رياضة جماعية